# Megalitiska monument

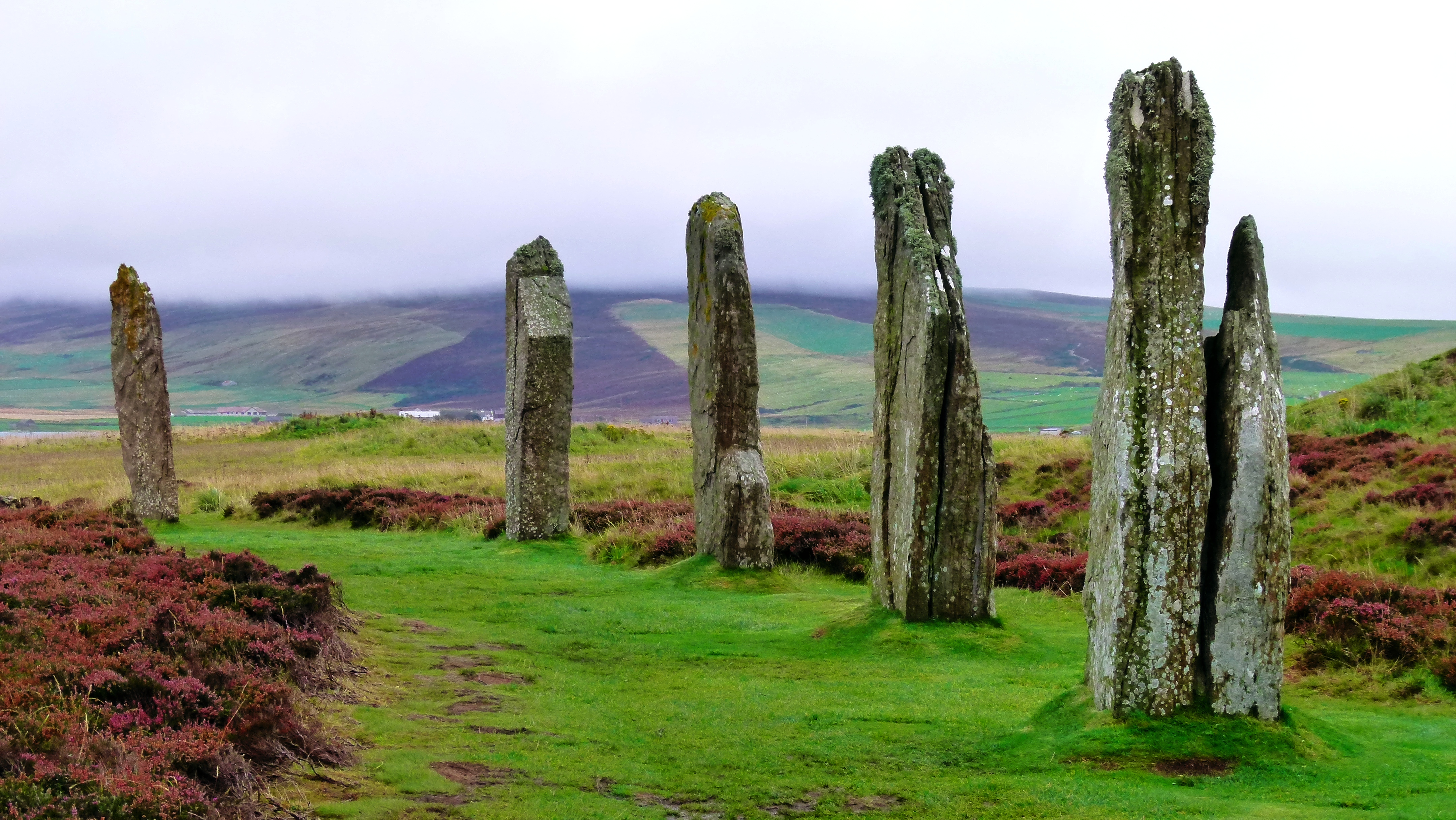
Ring of Brodgar - Orkneyöarna, Storbritannien

Megalitiska monument (av grekiska mega: stor, och lithos: sten) kallas fornlämningar som är byggda av ett enda eller flera stenblock och som rests enskilt, i rader, i cirklar eller som gravar (megalitgravar eller stenkammargravar). Stenmonument har rests fram till modern tid exempelvis på Madagaskar och i Polynesien, Men i Europa syftar termen bara på stenmonument från yngre stenåldern och bronsåldern. Det finns idag cirka 35 000 megaliter i Europa. De flesta är koncentrerade till kustnära områden, särskilt vanliga är de i Medelhavsländerna, Västeuropa och södra Skandinavien.
Pre-megalitiska fynd har bara hittats i nordvästra Frankrike. Forskning visar att megalitgravar först uppfördes i nordvästra Frankrike för att sedan spridas sjövägen till Spanien, Storbritannien och Frankrike i början av 4000-talet f.Kr. Megalittraditionen nådde Skandinavien under sent 4000-tal f.Kr.

## Megalittyper
Megalitgravar är gravkammare i normalfallet för flera personer, och oftast av obearbetade stenblock. I Skandinavien finns tre typer av megalitgravar:
- Dös - gravkammaren täcks av ett takblock som vilar på flera väggstenar. Dösar finns stora delar av Västeuropa, från Portugal till Skandinavien.[6]
- Gånggrift - en utvecklad dös där gravkammaren försetts med en täckt gång som tillsammans formar ett T.[7] Gånggriften täcks ofta av en jordhög. Gånggrifter finns i Sverige, Danmark och norra Tyskland.[8]
- Hällkista - uppbyggd av flata väggstenar i rektangel med flata hällar som tak, ibland med flera rum. När begravningen var klar täckte man hela kistan av en hög med jord eller sten.[7] Även hällkistan täcktes med jord eller sten. Hällkistor finns i Skandinavien och resten av Europa.[9]

I övriga Europa finns också mer utvecklade former av megalitgravar.

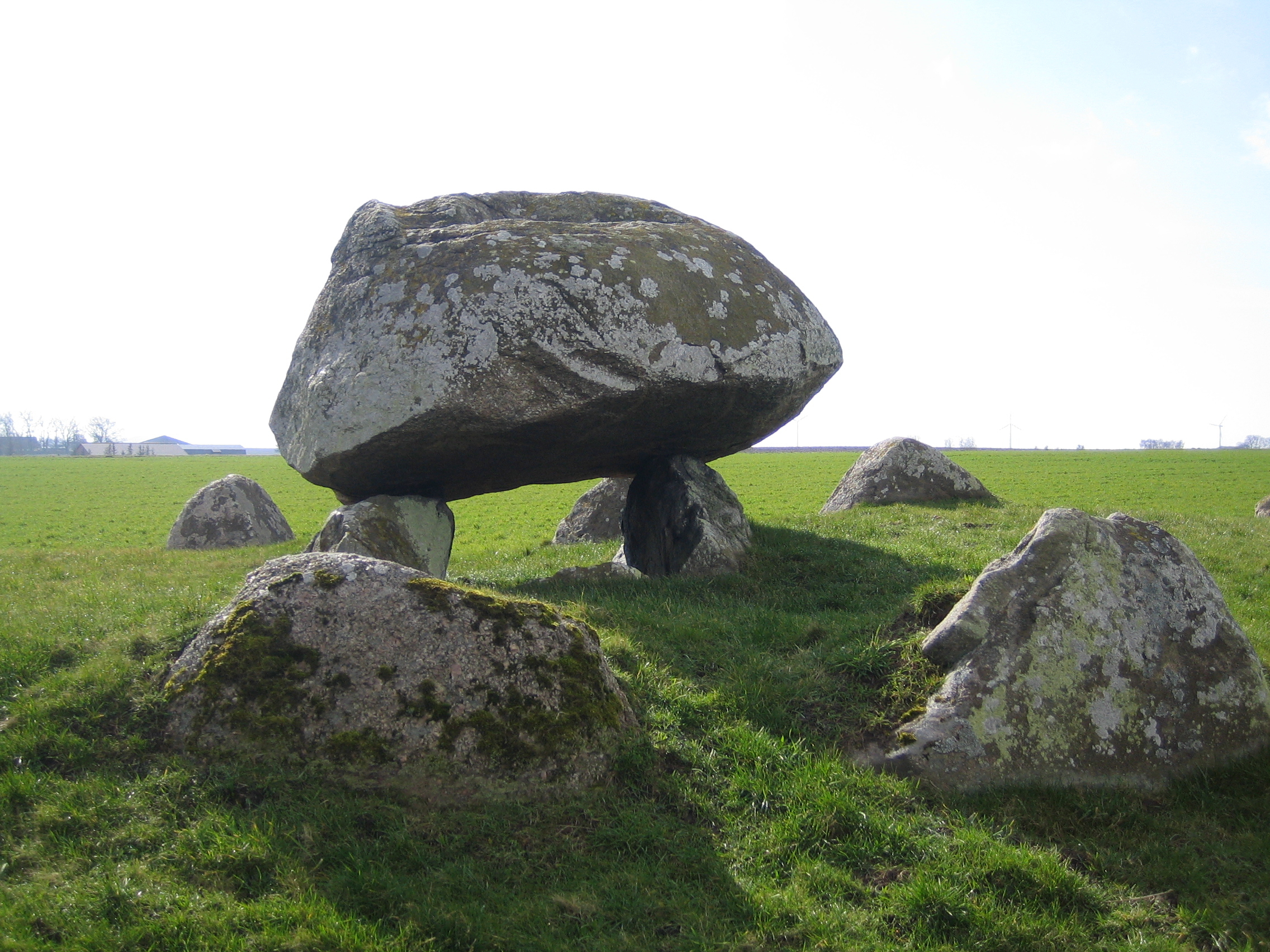
Skegriedösen - Skåne, Sverige
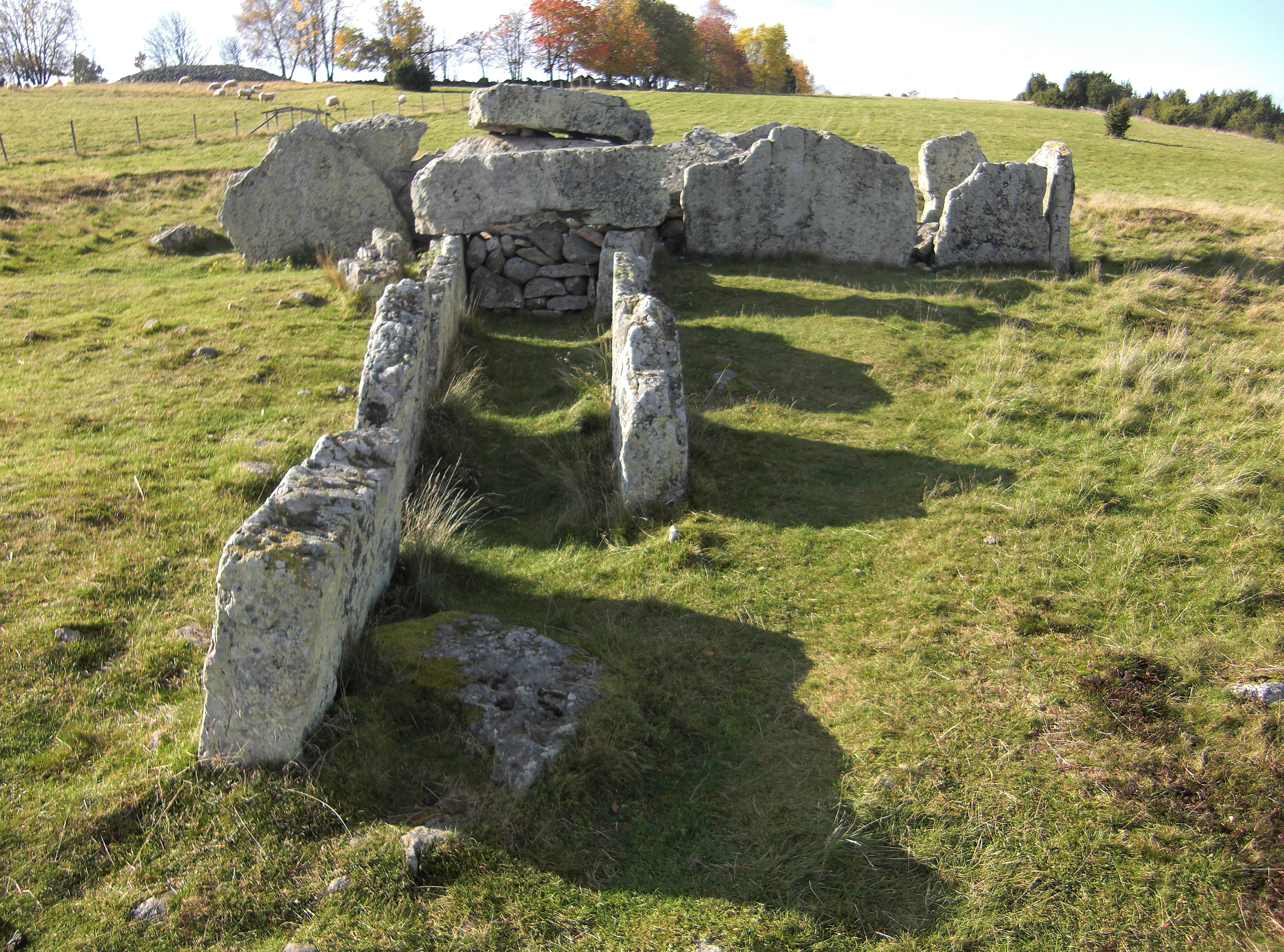
Gångriften Girommen - Västergötland, Sverige
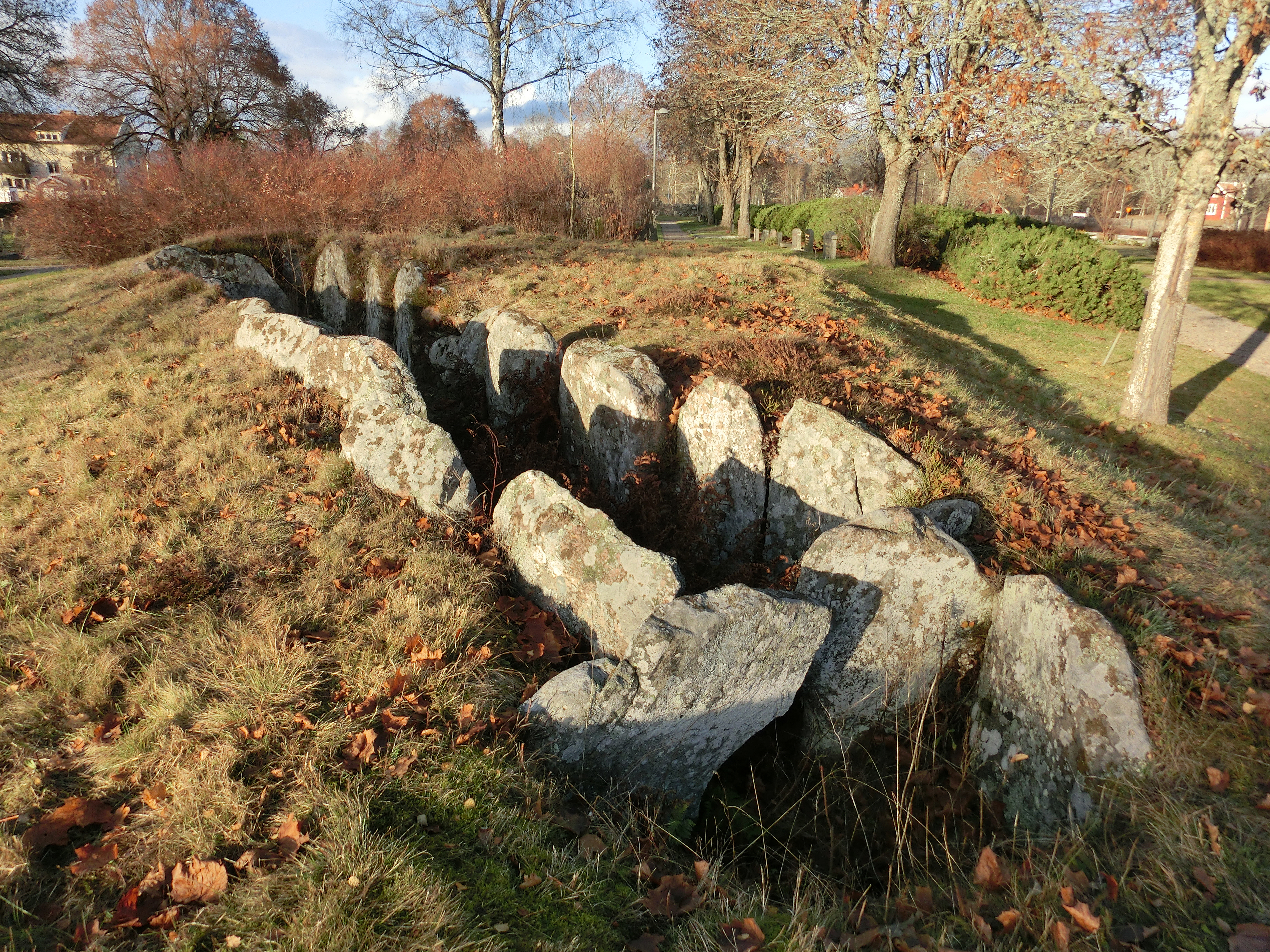
Hällkista - Herrljunga, Sverige
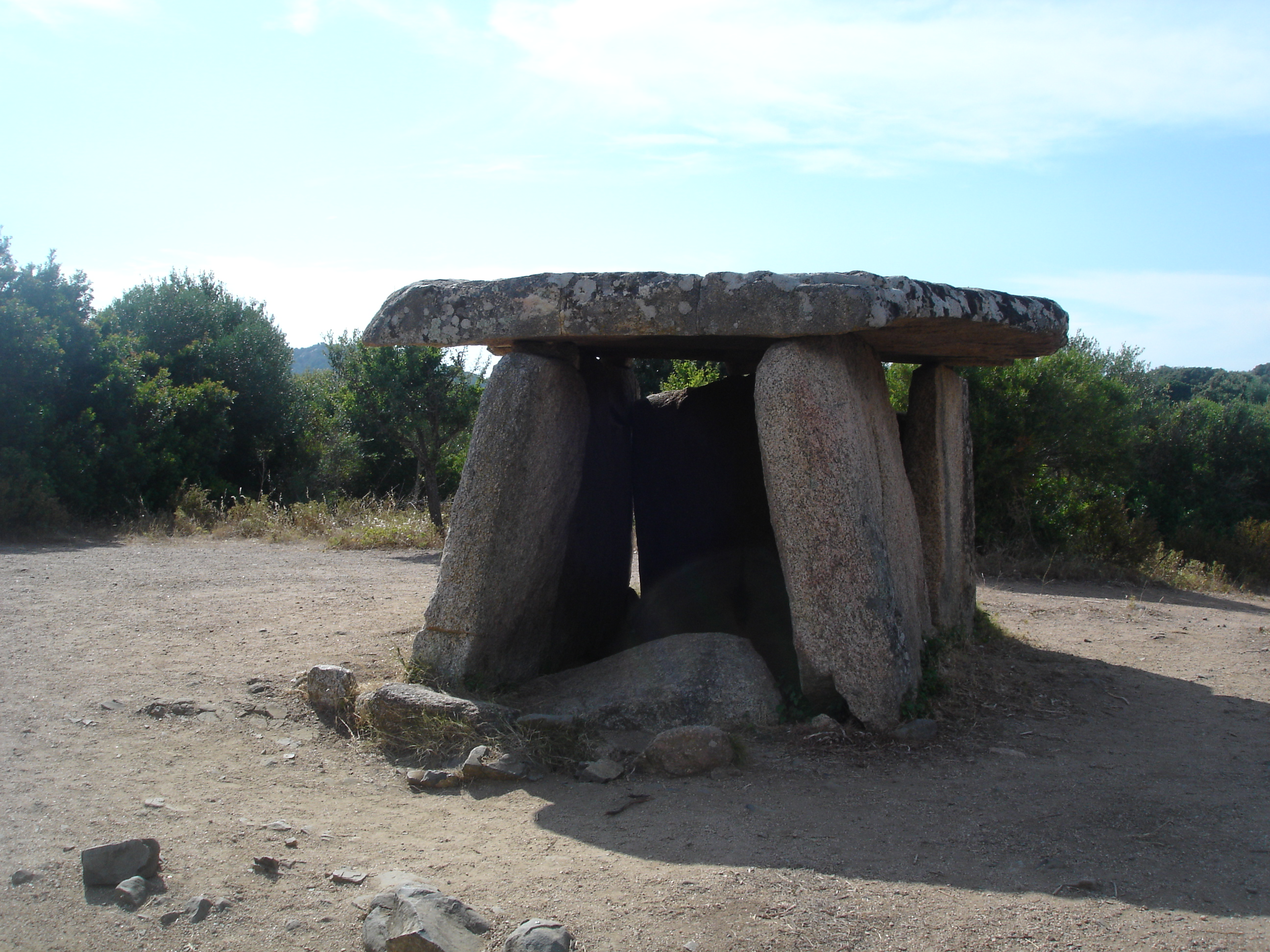
Dolmen de Funtanaccia - Korsika, Frankrike

- En rest sten är en upprest eller kantställd sten, som ofta markerar en grav. I Västeuropa förekommer resta stenar från yngre stenåldern medan de i Sverige är de vanligast på gravfält från äldre järnåldern.[10] I Bretagne (Carnac) finns kilometerlånga rader med resta stenar, menhirer (jämför även bautasten). Totalt finns nästan 3000 resta stenar inom området och där finns också stora gravhögar och mindre gångrifter.[11]

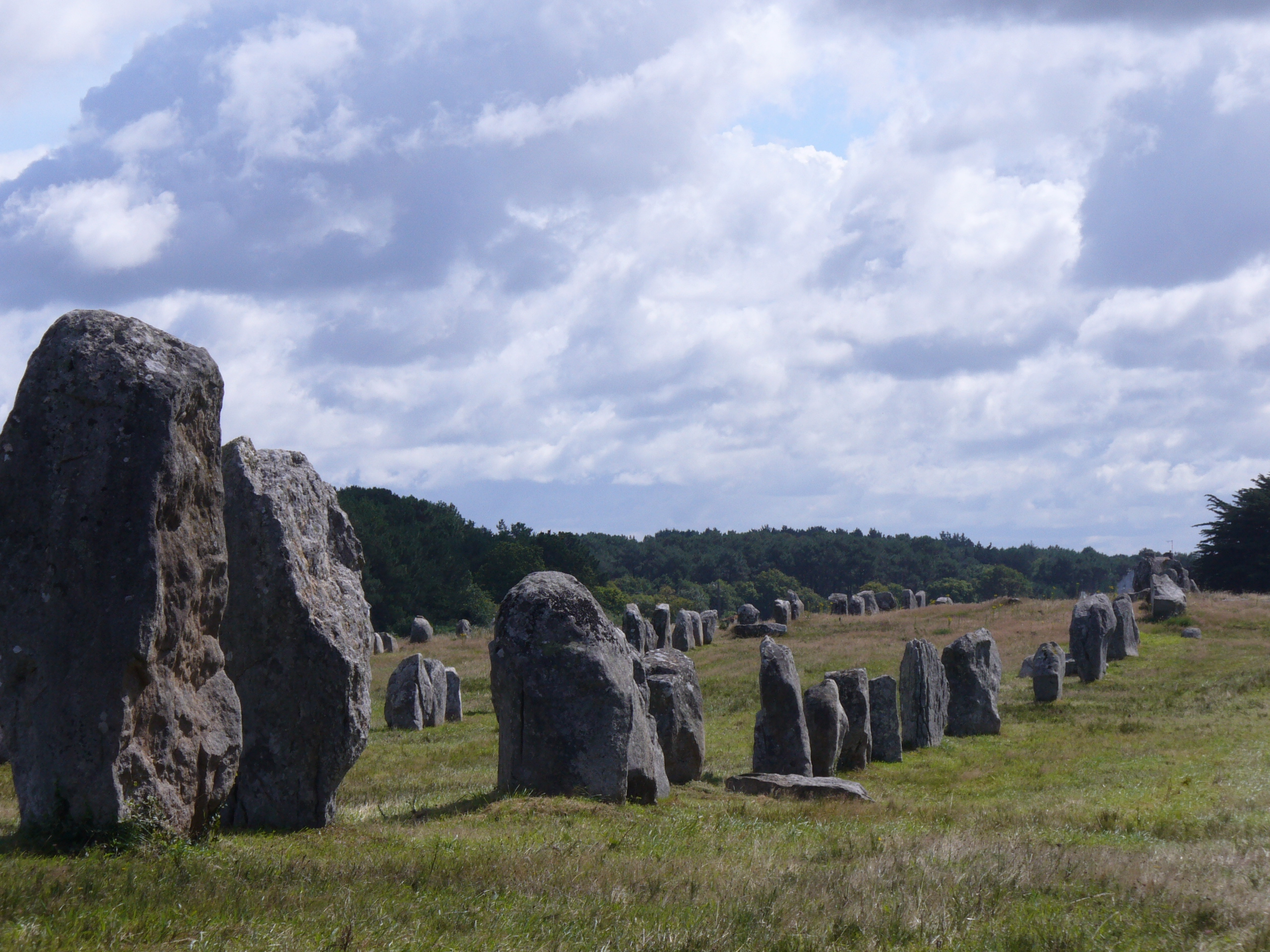
Stenrader - Carnac, Frankrike
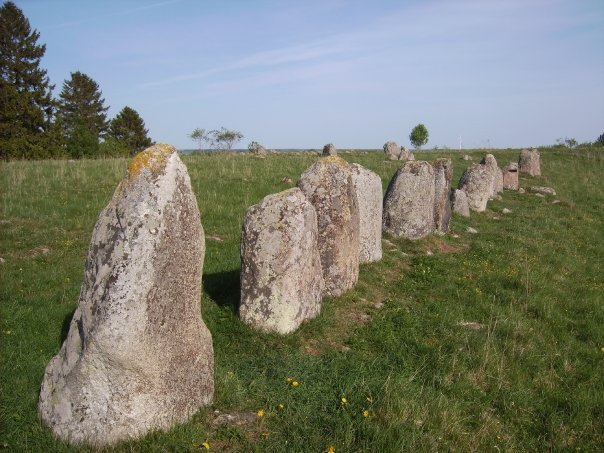
Stenrad - Lunds backe, Sverige

- Hengemonument är i allmänhet runda områden med stencirklar eller rester av träcirklar omgivna med en vall och en vallgrav från yngre stenåldern och den äldsta bronsåldern på framför allt de brittiska öarna.[12]

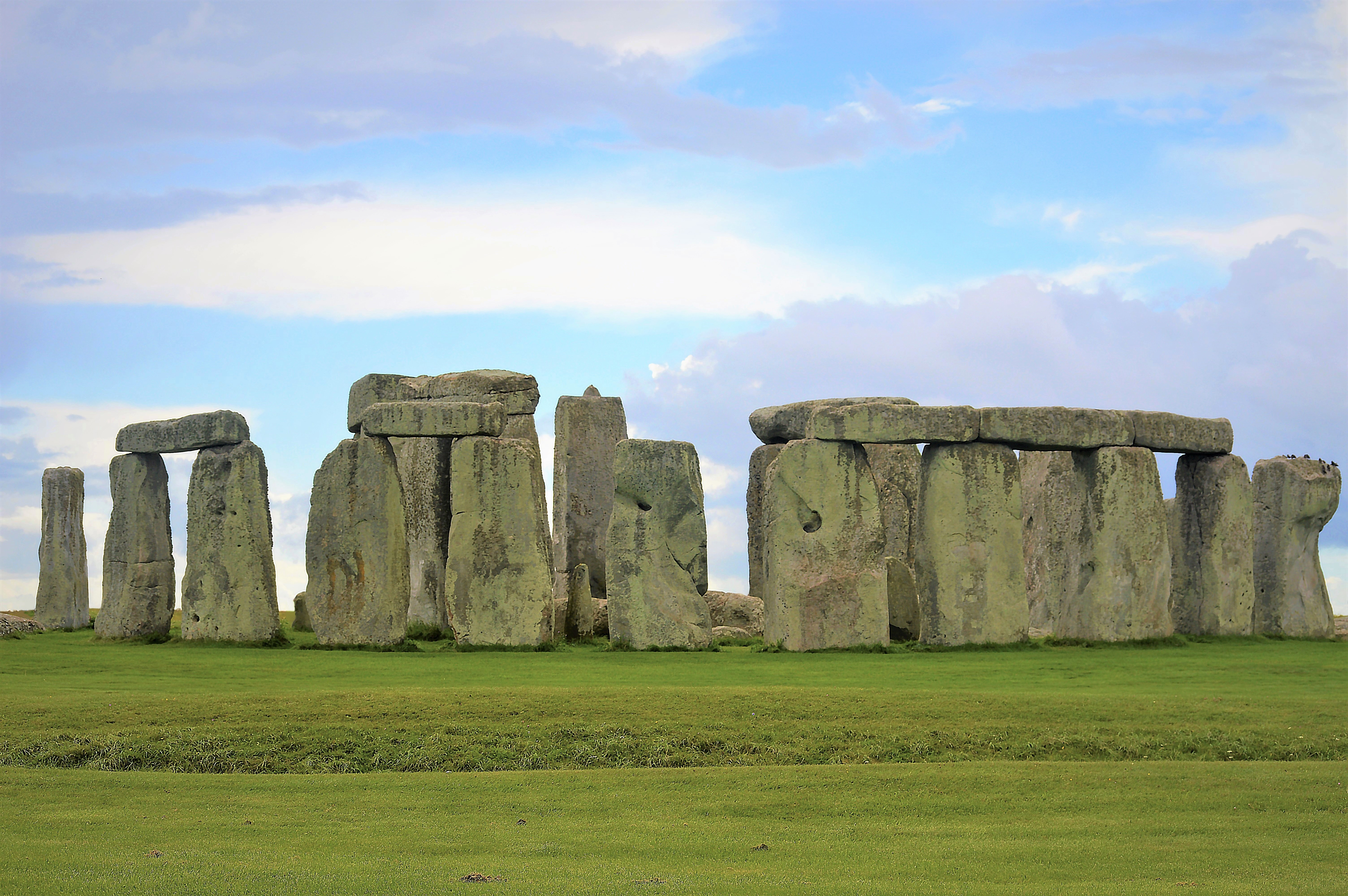
Stonehenge, Storbritannien
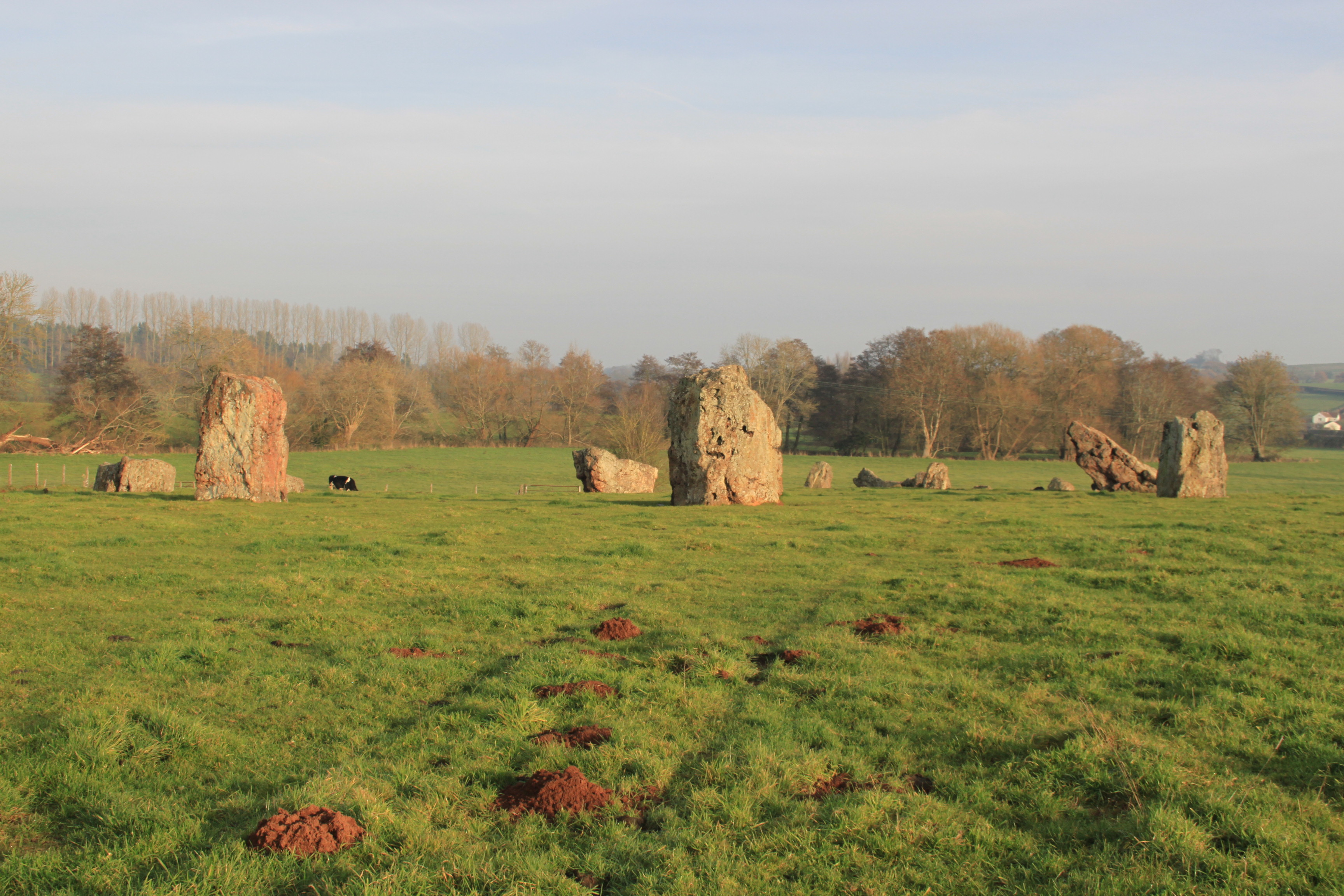
Stencirkel - Stanton Drew, Storbritannien